# Thedgonia ligustrina

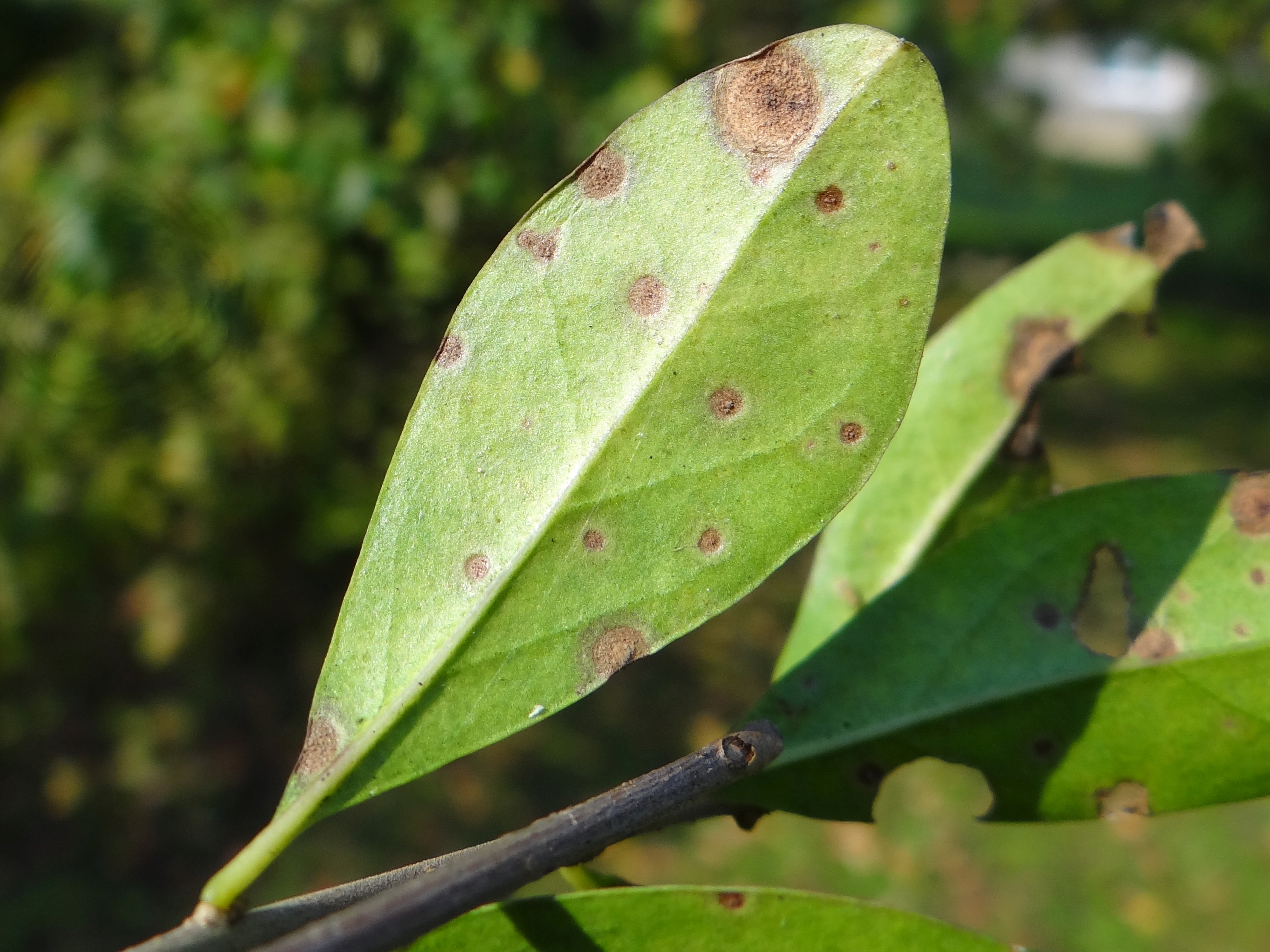
Plamy na dolnej stronie liścia

Thedgonia ligustrina (Boerema) B. Sutton – gatunek grzybów z typu Leotiomycetes. Grzyb mikroskopijny, pasożyt roślin z rodzaju ligustr (Ligustrum). Wywołuje u nich plamistość liści.

## Systematyka i nazewnictwo
Pozycja w klasyfikacji według Index Fungorum: Thedgonia, Incertae sedis, Helotiales, Leotiomycetidae, Leotiomycetes, Pezizomycotina, Ascomycota, Fungi.
Po raz pierwszy zdiagnozował go w 1962 r. Gerhard Boerema nadając mu nazwę Cercospora ligustrina. Obecną, uznaną przez Index Fungorum nazwę nadał mu Brian Charles Sutton w 1973 r.

## Morfologia
Plamy
Na porażonych liściach powstają okrągłe lub nieco kanciaste plamy o średnicy 1–5 mm. Są jasnobrązowe z wąskim, ciemniejszym obrzeżem. Nalot tworzy się na obydwu stronach liści, ale głównie na dolnej. Jest białoszary, czasami szarobrązowy i kropkowany.
Morfologia
Endobiont rozwijający się wewnątrz tkanek porażonych roślin. Strzępki hialinowe, lub bardzo blade, septowane, nieco nabrzmiałe, o średnicy 2–6 μm. Konidiofory wyrastają z podkładki w małych lub dość dużych, gęstych pęczkach przez aparaty szparkowe liści, powodując ich poszerzenie lub rozerwanie otworu. Są proste lub nieco sinusoidalnie powyginane, rzadko rozgałęziające się, prawie cylindryczne. Mają długość 20–80 μm i średnicę 3–7 μm, są jedno lub kilku komórkowe, gładkie, hialinowe lub bladożółtawe. Komórki konidiotwórcze jedno lub wielokomórkowe, sympodialne, hialinowe. Konidia powstają w prostych łańcuchach, rzadko w rozgałęzionych. Są prawie cylindryczne, 1–6 komórkowe, hialinowe lub bardzo blado żółtawe. Mają zaokrąglone wierzchołki i rozmiar 25–90 × 3–6 μm.

## Żywiciele
Monofag. Występuje na ligustrze pospolitym (Ligustrum vulgare) i ligustrze jajowatolistnym (Ligustrum ovalifolium).

## Szkodliwość i zwalczanie
Zarodniki Thedgonia ligustrina roznoszone są przez wiatr podczas deszczowej pogody. Zimuje na opadłych liściach. Zazwyczaj patogen nie powoduje obumarcia żywopłotu z ligustru, jednak powoduje zmniejszenie jego walorów ozdobnych oraz przedwczesne opadanie liści. Wskazane jest wiosną silne cięcie odmładzające na wysokości 15–20 cm nad ziemią, a następnie nawożenie. Zazwyczaj w ogrodach przydomowych nie stosuje się zwalczania chemicznego.